# Albano Carrisi

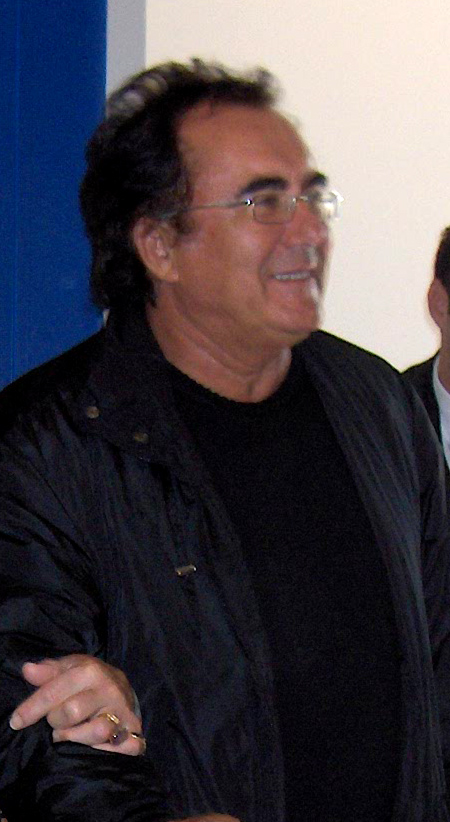
Albano Carrisi

Albano Carrisi uměleckým jménem Al Bano nebo Al Bano Carrisi (* 20. května 1943 Cellino San Marco) je italský zpěvák, herec a vinař.
Narodil se v městečku Cellino San Marco, v apulijské provincii Brindisi, kde stále žije. Jeho matka ho pojmenovala Albano, protože se narodil během druhé světové války, kdy otec bojoval v italské armádě v Albánii. Jako zpěvák začínal v roce 1966, na festivalu delle Rose a v televizi. Brzy poté začal spolupracovat s Rominou Power (dcera amerického herce Tyronea Powera), s kterou se oženil v roce 1970. Zpívali jako duo Al bano & Romina Power téměř třicet let. Jejich písničky byly populární zejména v Itálii, Rakousku, Francii, Španělsku, Rumunsku, Německu a východní Evropě. Po prvním hitu „Sharazan“ v roce 1981 se následujícího roku zúčastnili festivalu v Sanremu s písní „Felicita“, která skončila druhá. První cenu vyhráli v roce 1984 s písní „Ci sara“. Mezi ostatní hity patří „Nostalgie canaglia“ a „Liberta“.
V roce 1996 se vydal na sólovou dráhu. Od roku 1999 žili s Rominou Power v odloučení, rozvedli se v roce 2012. V roce 2000 se vrátil na pódium Eurovision Song Contest.
V roce 2013 po šestnáctileté pauze začal Al Bano opět koncertovat společně se svou bývalou manželkou Rominou Power. Následovalo turné, během nějž vystoupili nejen ve velké části Evropy, ale také v Americe. Od té doby se společně objevují při nejrůznějších příležitostech i v rozmanitých televizních pořadech.
K dnešnímu dni[kdy?] bylo prodáno 165 milionů jeho alb po celém světě.[zdroj?] S Rominou Power má syna Yariho a tři dcery, Ylenii, Cristel a Rominu Jr., kromě toho má ještě syna Albana Giovanniho a dceru Jasminu Caterinu z nemanželského vztahu s herečkou Loredano Lecciso, který se v roce 2005 rozpadl.